# 山下志功
山下 志功（やました しこう、1973年12月22日 - ）は、日本の男性総合格闘家、柔術家。愛媛県伊予市出身。パラエストラ札幌所属。元修斗世界ライトヘビー級王者。

## 来歴
北海道大学柔道部で七帝柔道を経験。中井祐樹の3学年下の後輩にあたる。北海道大学大学院博士課程を中退した。
1999年4月8日、大道塾「THE WARS V」で川口昭一郎とWARSジャケットルールで対戦し、腕ひしぎ十字固めで一本勝ち。
1999年8月、第6回全日本アマチュア修斗選手権のライトヘビー級で優勝した。
1999年10月6日、プロ修斗デビュー。
2003年2月23日、修斗でダスティン・デニスと対戦。1R3分48秒、偶発的なバッティングにより左眉尻をカットしTKO負けとなったが、6月15日付けで負傷判定によるドローと裁定が変更された。
2003年3月30日、アブダビコンバット日本予選88kg未満級に出場。1回戦で青木真也に勝利するなどして決勝に進出したが、岡見勇信に敗れた。
2003年5月4日、修斗でマルタイン・デ・ヨングと対戦し、2-1（29-27、29-27、28-29）の判定勝ちとなったが、相手側の提訴により8月3日付けで、「判定1-0（28-28、28-28、29-28）の負傷引き分け」と裁定が変更された。
2006年4月22日、アメリカ合衆国で開催されたAFC 16で行われた修斗世界ライトヘビー級（-83kg）王座決定戦で、ダスティン・デニスと対戦し、3-0の判定勝ちを収め王座獲得に成功した。
2007年7月15日、修斗世界ライトヘビー級タイトルマッチでシアー・バハドゥルザダと対戦し、0-3の判定負けを喫し王座陥落した。
2009年11月23日、修斗で行われた修斗 vs. パンクラスの対抗戦で和田拓也と対戦し、スリーパーホールドで一本負けを喫した。

## 戦績

### 総合格闘技
| 総合格闘技 戦績 | 総合格闘技 戦績 | 総合格闘技 戦績 | 総合格闘技 戦績 | 総合格闘技 戦績 | 総合格闘技 戦績 | 総合格闘技 戦績 |
| --------------- | --------------- | --------------- | --------------- | --------------- | --------------- | --------------- |
| 18 試合         | (T)KO           | 一本            | 判定            | その他          | 引き分け        | 無効試合        |
| 10 勝           | 1               | 3               | 5               | 1               | 3               | 0               |
| 5 敗            | 0               | 1               | 4               | 0               | 3               | 0               |

| 勝敗 | 対戦相手                 | 試合結果                             | 大会名                                                                  | 開催年月日     |
| ×    | 和田拓也                 | 3R 4:26 スリーパーホールド           | 修斗 REVOLUTIONARY EXCHANGES 3                                          | 2009年11月23日 |
| ×    | 宮澤元樹                 | 5分3R終了 判定0-3                    | CAGE FORCE 07                                                           | 2008年6月22日  |
| ×    | シアー・バハドゥルザダ   | 5分3R終了 判定0-3                    | 修斗 BACK TO OUR ROOTS 04 【修斗世界ライトヘビー級タイトルマッチ】      | 2007年7月15日  |
| ○    | グラヴィダス・スマイリス | 2R 3:21 反則（ロープ掴み）           | 修斗                                                                    | 2006年9月8日   |
| ○    | ダスティン・デニス       | 5分3R終了 判定3-0                    | Absolute Fighting Championships 16 【修斗世界ライトヘビー級王座決定戦】 | 2006年4月22日  |
| ○    | デビッド・ベルクヘーデン | 5分3R終了 判定2-0                    | 修斗 in 福岡 玄海沖地震被災地チャリティイベント                         | 2005年4月23日  |
| △    | マルタイン・デ・ヨング   | 5分3R終了 判定1-0                    | 修斗                                                                    | 2003年5月4日   |
| △    | ダスティン・デニス       | 1R 3:48 負傷判定                     | 修斗                                                                    | 2003年2月23日  |
| △    | スコット・ヘンジー       | 5分3R終了 判定                       | HOOKnSHOOT: Relentless                                                  | 2002年5月25日  |
| ○    | 北川純                   | 5分2R終了 判定2-0                    | 修斗 TREASURE HUNT 05                                                   | 2002年3月15日  |
| ×    | カーティス・スタウト     | 5分2R終了 判定0-3                    | HOOKnSHOOT: Kings 1                                                     | 2001年11月17日 |
| ○    | レオポルド・セラオン     | 5分3R終了 判定2-0                    | 修斗 SHOOTO TO THE TOP                                                  | 2001年9月2日   |
| ○    | 桜井隆多                 | 5分2R終了 判定3-0                    | 修斗 SHOOTO GIG EAST Vol.3                                              | 2001年6月14日  |
| ○    | ジェレミー・ベネット     | 2R 2:36 ギブアップ（マウントパンチ） | 修斗 WANNA SHOOTO 2001                                                  | 2001年4月8日   |
| ○    | マチアス・リチオ         | 1R 1:18 腕ひしぎ十字固め             | 修斗 R.E.A.D. 〜2000 SHOOTO〜                                           | 2000年10月9日  |
| ×    | 竹内出                   | 5分2R終了 判定0-3                    | 修斗 R.E.A.D. 〜2000 SHOOTO〜                                           | 2000年1月14日  |
| ○    | 茨木良太                 | 1R 2:15 腕ひしぎ十字固め             | 修斗 下北沢修斗劇場 第5弾 Shooter's Ambition                            | 1999年10月6日  |
| ○    | 川口昭一郎               | 3R 0:34 腕ひしぎ十字固め             | 大道塾 格闘空手 DREAM 1999 THE WARS V 【WARSジャケットルール】          | 1999年4月8日   |

### グラップリング
| 勝敗 | 対戦相手               | 試合結果    | 大会名                                       | 開催年月日    |
| ×    | ターシス・フンフェリー | ポイント0-9 | スーパーチャレンジ・グラップリング 【1回戦】 | 2007年12月8日 |
| ×    | 岡見勇信               | ポイント0-8 | ADCC 2007日本予選 【88kg未満級 準決勝】      | 2007年4月15日 |

## 獲得タイトル
- 第6回全日本アマチュア修斗選手権 ライトヘビー級 優勝（1999年）
- 第4代修斗世界ライトヘビー級王座（2006年）